# 康普頓 (密蘇里州)
康普頓（英語：Compton）是位於美國密蘇里州韋伯斯特縣的鬼鎮。

## 歷史
康普頓的郵局於1884年設立，其後於1906年停運。

## 地理
康普頓所處的海拔為高於海平面398米（即1306英呎），而該地所採用的時區為UTC-6，即北美中部時區（CST）。同時該地設有夏令時間，為UTC-6調快一小時，即UTC-5（CDT）。